# Pilgerhorn

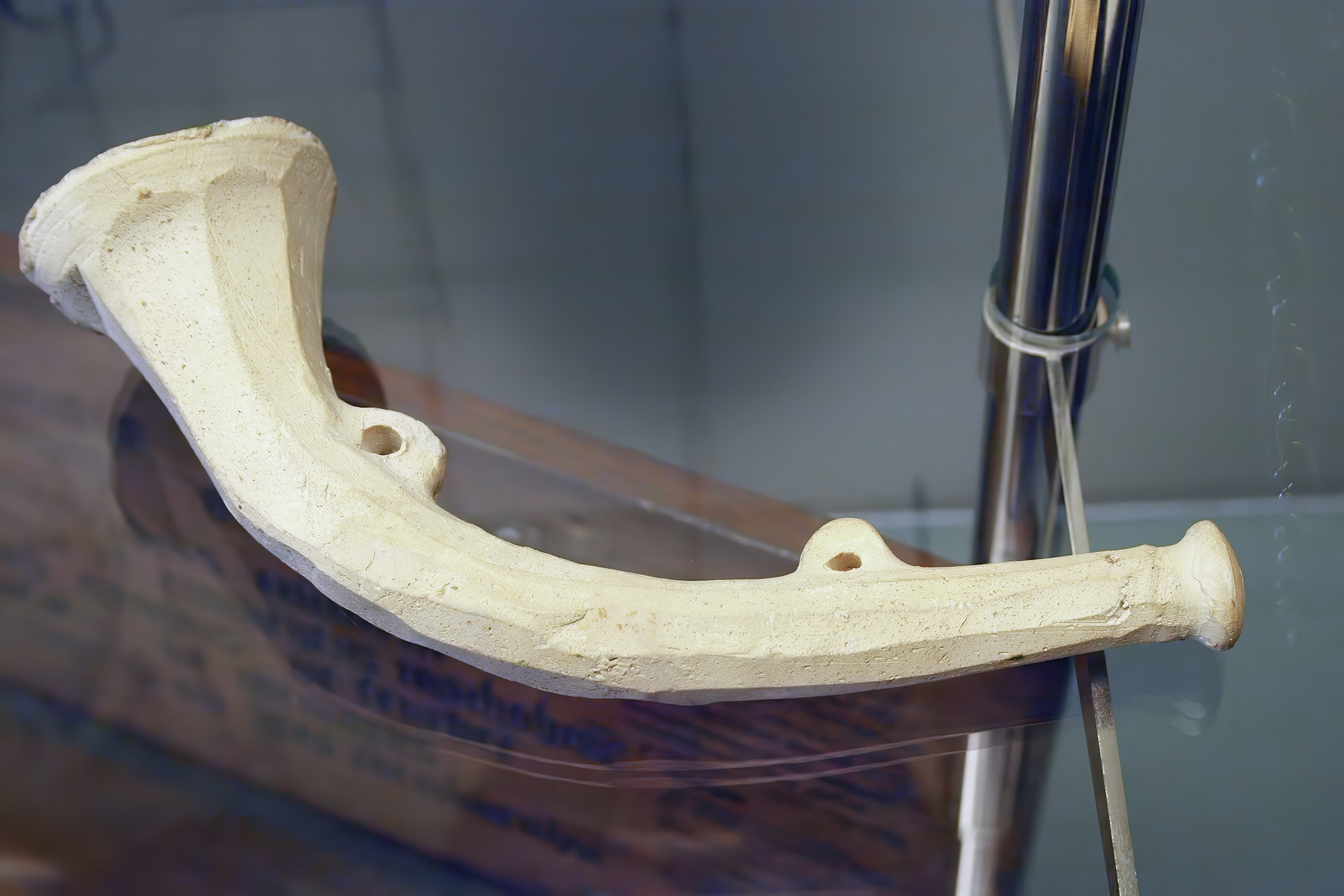
Ein Aachenhorn des 15. Jahrhunderts aus Köln

Pilgerhörner, auch Aachhörner genannt, waren Instrumente aus hartgebrannter Irdenware oder seltener aus Steinzeug, die im ausgehenden Mittelalter und in der frühen Neuzeit vor allem in rheinländischen Töpfereistandorten produziert wurden. Diese Hörner wurden während einer Prozession in Wallfahrtsorten von Pilgern bei der Präsentation von Reliquien geblasen.

## Aachhörner

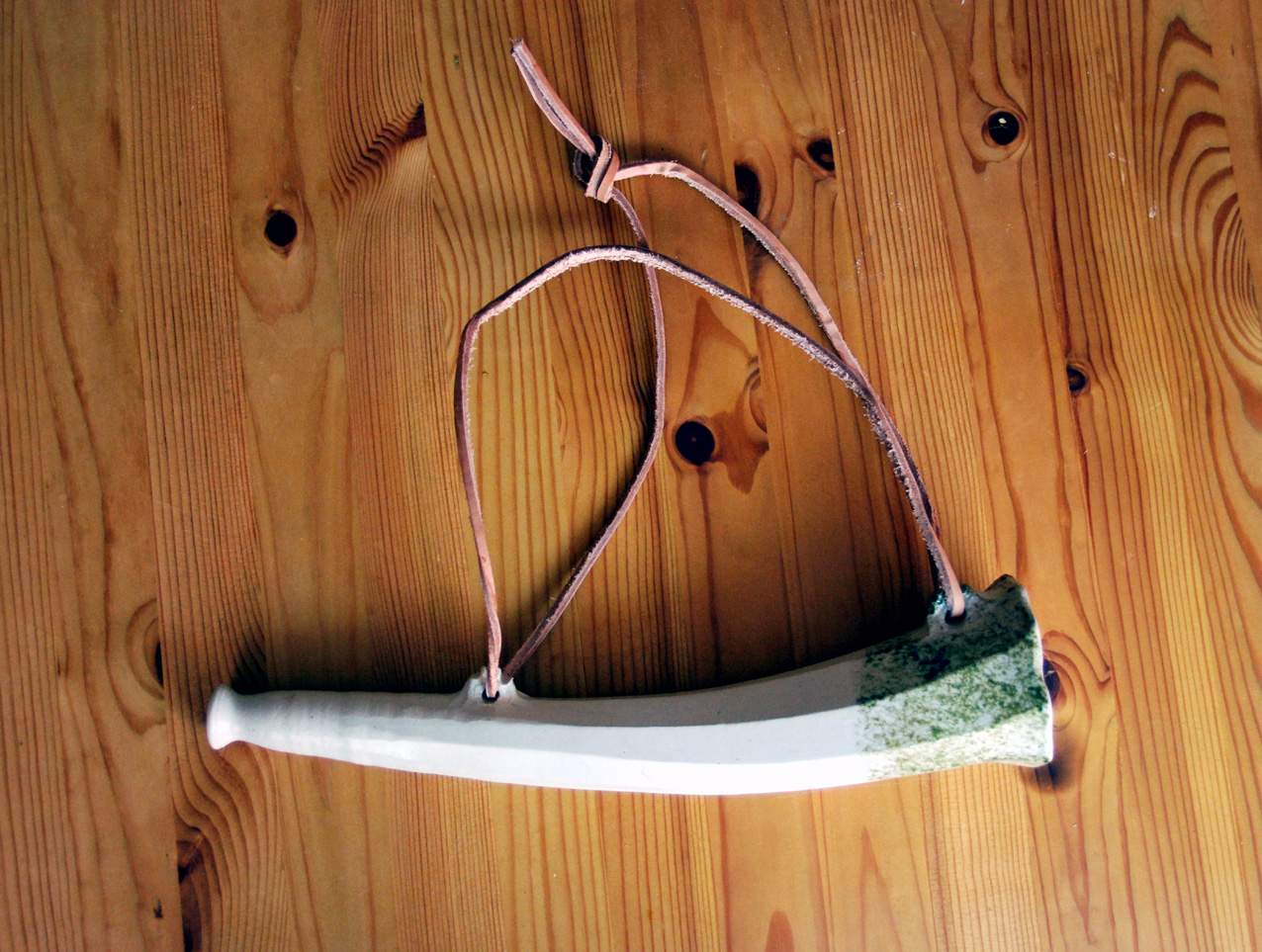
Replik eines Aachhorns aus Langerwehe

Die bekanntesten mittelalterlichen Pilgerhörner sind die sogenannten Aachhörner. Diese Instrumente aus hart gebrannter Irdenware wurden im 14. bis 15. Jahrhundert hauptsächlich im rheinländischen Töpfereistandort Langerwehe bei Aachen, aber auch in Hauset und in Raeren-Neudorf produziert. Hergestellt wurden sie aus einem eisenarmen, hellgelb brennenden Ton. Im Bereich der Schallmündung hatten sie eine gelbliche bis grüne Bleiglasur. Die in Hauset hergestellten Hörner waren statt mit einer Bleiglasur mit einer braunen Engobe an der Mündung versehen. Die ca. 25 bis 40 cm langen Hörner wurden von Hand geformt und mit einem Messer in Form gebracht, so dass ein polygonaler Querschnitt entstand. An der Oberseite des Horns wurden zwei handgeformte Ösen zur Befestigung einer Trageschnur oder eines Riemens angebracht. Ansonsten waren Aachhörner in der Regel unverziert und schlicht. Für einen Geübten war es möglich, darauf bis zu fünf Töne zu erzeugen.

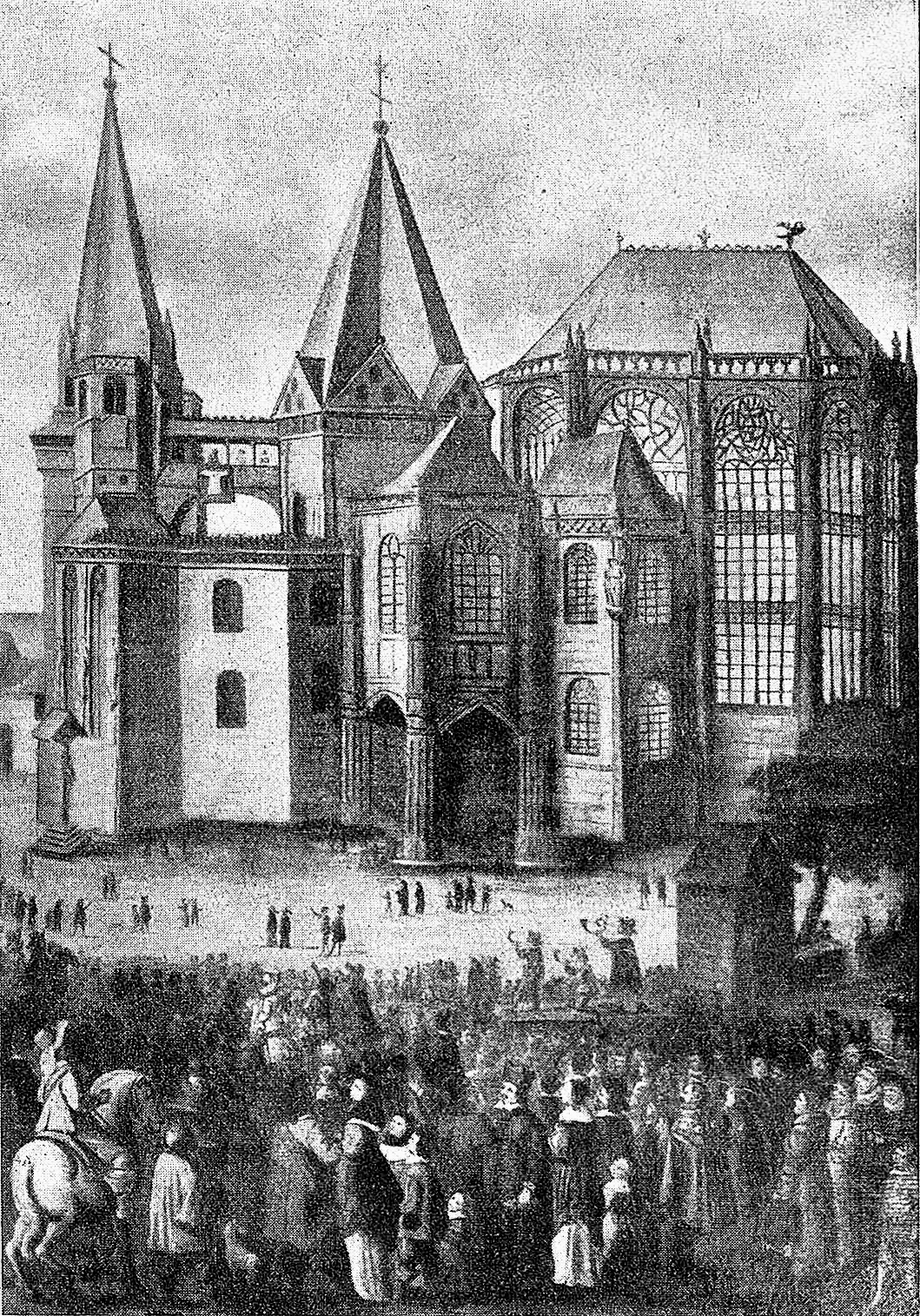
Heiligtumszeigung in Aachen mit Hornbläsern. Nach einem Ölgemälde 17. Jh.

Tönerne Aachhörner wurden im Mittelalter von Pilgern auf der Heiligtumsfahrt nach Aachen erworben. Spätestens seit Beginn des 14. Jahrhunderts werden hier vier für die Christenheit wichtige Textilreliquien gezeigt, die seit der Zeit Karls des Großen im Aachener Münster aufbewahrt werden. Bei diesen Reliquien soll es sich um das Kleid Mariens, das sie in der Heiligen Nacht trug, eine Windel und das Lendentuch Jesu Christi und das Enthauptungstuch Johannes des Täufers handeln. Die Reliquienweisung fand anfangs in unregelmäßigen Abständen von mehreren Jahren, seit 1349 bis heute alle sieben Jahre, zwischen dem 10. und dem 24. Juli statt.
Bei der Präsentation dieser Reliquien während einer Prozession wurden dann die Hörner geblasen. Eine zeitgenössische Schilderung von Philippe de Vigneulles, einem Chronist und Pilger aus Metz, aus dem Jahr 1510 berichtet von dem ohrenbetäubenden Lärm, den tausende von Pilgern während der Reliquienschau mit den Pilgerhörnern verursachten.
Nach Abschluss einer Heiligtumsfahrt brachten viele Pilger Aachhörner als Andenken mit zurück in deren Herkunftsorte. Dort wurden sie des Öfteren als Signalhörner weiterverwendet. So finden sich Langerweher Aachhörner bei archäologischen Ausgrabungen in ganz Europa bei Burgen oder Wehranlagen. Möglicherweise wurden Aachhörner auch direkt zur Verwendung als Wächter- oder Signalhorn erworben.
Zu Beginn des 17. Jahrhunderts wurden Aachhörner meist nur noch von Kindern genutzt. Der Brauch des Aachhornblasens während der Reliquienweisung verschwand in der Folgezeit nach und nach.
Ein weiteres keramisches Erzeugnis für Pilger aus Langerwehe war die Feldflasche.

## Niederrheinische Pilgerhörner
Pilgerhörner aus Ton wurden in der frühen Neuzeit auch in niederrheinischen Töpferorten um den Wallfahrtsort Kevelaer hergestellt. Diese wurden während der Marienwallfahrt in Kevelaer geblasen, sollen aber auch zum Vertreiben von Gewittern eingesetzt worden sein. Niederrheinische Pilgerhörner finden sich vornehmlich in mehrfach gewundenen Ausführungen.
Neben den Pilgerhörnern für den christlichen Ritus wurden am Niederrhein auch kurze kuhhornförmige Instrumente hergestellt, die als Schofarhörner Verwendung fanden. Schofarhörner haben ihren Ursprung in der jüdischen Religion und werden unter anderem während des Gottesdienstes beim jüdischen Neujahrsfest Rosch ha-Schana und zum Versöhnungstag Jom Kippur eingesetzt.

## Zeitgenössische Quellen
- Peter von Beeck: AQUISGRANUM, Aquisgranum sive historica Narratio de regiae S. R. J. et coronationis regum Rom. sedis Aquensis civitatis origine ac processu. Aachen 1620, S. 186 (books.google.de).
- Johann Nopp: Aachener Chronick. Köln 1632, S. 135, urn:nbn:de:hbz:061:1-68230.
- Philippe de Vigneulles: Gedenkbuch des Metzer Bürgers Philippe von Vigneulles. Aus den Jahren 1471–1522. Nach der Handschrift des Verfassers herausgegeben. Hrsg.: Heinrich Michelant. Stuttgart 1852, S. 173, 177 f., 180.